# (73186) 2002 JQ
2002 جاي كيو (ويعرف أيضًا باسم (73186) 2002 جاي كيو وفق تسمية الكوكب الصغير) (بالإنجليزية: 2002 JQ)‏ هو كويكب ضمن حزام الكويكبات؛ وترتيبه 73186 من حيث الاكتشاف.
اكتُشف هذا الجُرم الفلكي بواسطة William Kwong Yu Yeung ‏ في 3 مايو 2002.

## وصلات خارجية
- (73186) 2002 JQ في قاعدة بيانات مختبر الدفع النفاث لأجرام النظام الشمسي الصغيرة

- الاكتشاف · مخطط المدار ·  العناصر المدارية · المعلمات المادية

- (73186) 2002 JQ على موقع ويكي سكاي: DSS2, SDSS, GALEX, IRAS, Hydrogen α, X-Ray, Astrophoto, Sky Map, Articles and images